# Henotesia pallida
Henotesia pallida är en fjärilsart som beskrevs av Charles Oberthür 1916. Henotesia pallida ingår i släktet Henotesia och familjen praktfjärilar. Inga underarter finns listade i Catalogue of Life.